# В Македония под робство
„В Македония под робство. Солунското съзаклятие (1903 г.). Подготовка и изпълнение“ е книга на Павел Шатев, излязла на български език в 1934 година в София. Книгата съдържа спомените на Шатев от участието му в групата на гемиджиите, която извършва солунските атентати в 1903 година. Заловен е и е осъден на смърт, по-късно присъдата му е заменена с вечно заточение в областта Фезан, Либия. Книгата е ценен иточник за събитията около атентатите. Първото издание е отпечатано в печатницата на велешкия революционер Петър Глушков.